# Golden Hind

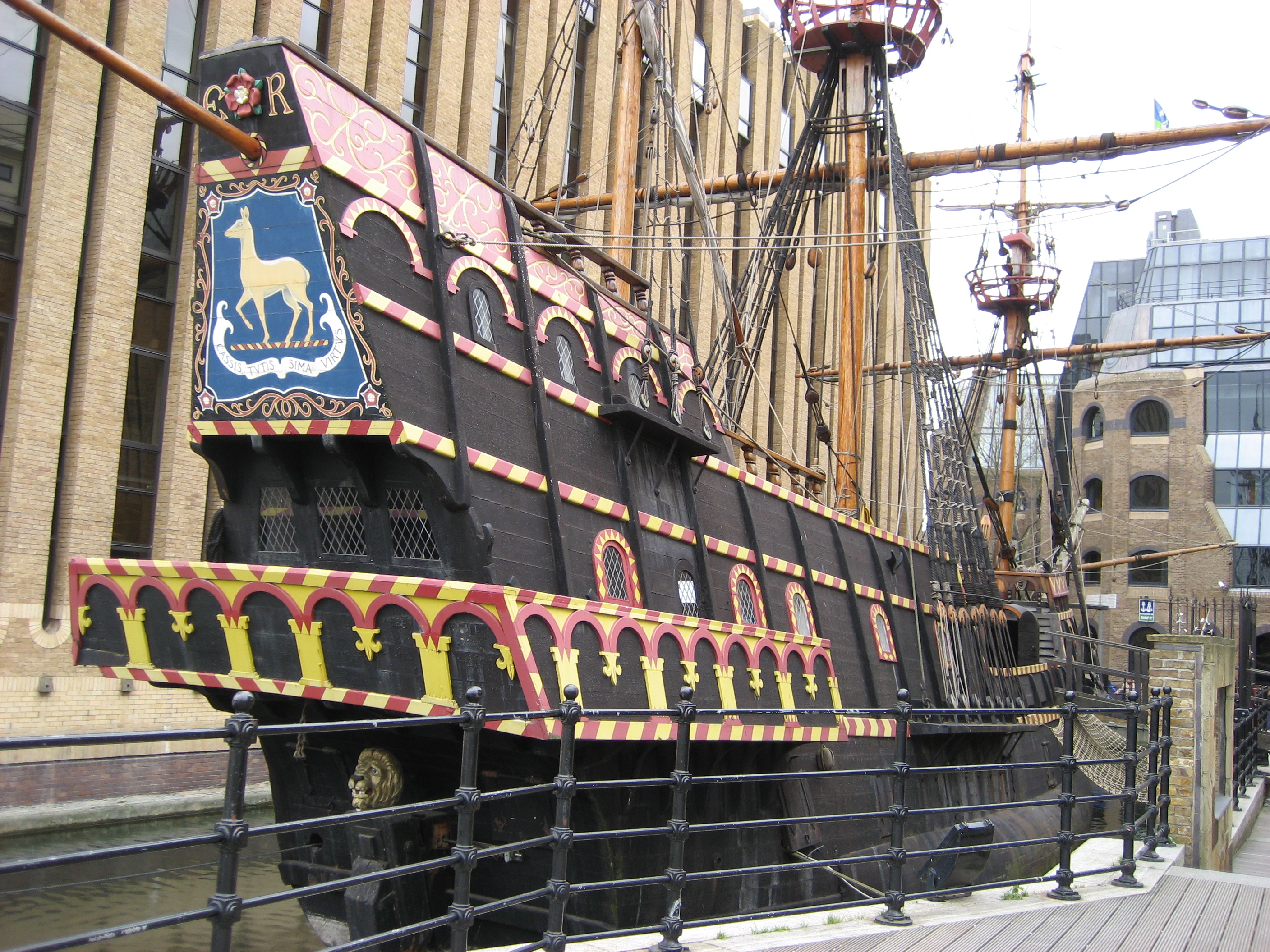
En rekonstruktion av Golden Hind byggd 1973 finns att beskåda i London.

Golden Hind (ursprungligen kallad Pelican) var en engelsk galeon mest känd för sin världsomsegling 1577-1580, ledd av Sir Francis Drake.

## Historia
Drottning Elisabeth I skickade Sir Francis Drake att leda en expedition med fartyget Pelican och fyra mindre skepp runt Sydamerika. Expeditionen startade i december 1577 med uppdrag att utforska kusten på andra sidan av Magellans sund och kapa spanska fartyg. Utanför Ecuadors kust lyckades Drake kapa det spanska fartyget Nuestra Senora de la Concepción med en last av sex ton ädelmetaller, smycken och porslin. Väl inne i Stilla havet döptes flaggskeppet till Golden Hind för att hedra Drakes vän och sponsor Sir Christopher Hatton som hade en gyllene hind i sin vapensköld.
Golden Hind fortsatte över Stilla havet under stora umbäranden. Endast 56 man av 80 överlevde resan. Fartyget dockade i Plymouyh hamn den 26 september 1580 efter nära tre års resa. Drake blev en förmögen och berömd man och adlades. Drottningens andel av vinsten var större än Englands statsskuld. 

## Eftermäle
Det har byggts flera repliker av fartyget
- Golden Hind, Brixham 1964, ombyggd 1988,[4]
- Golden Hind, London 1996.[1]

## Galleri

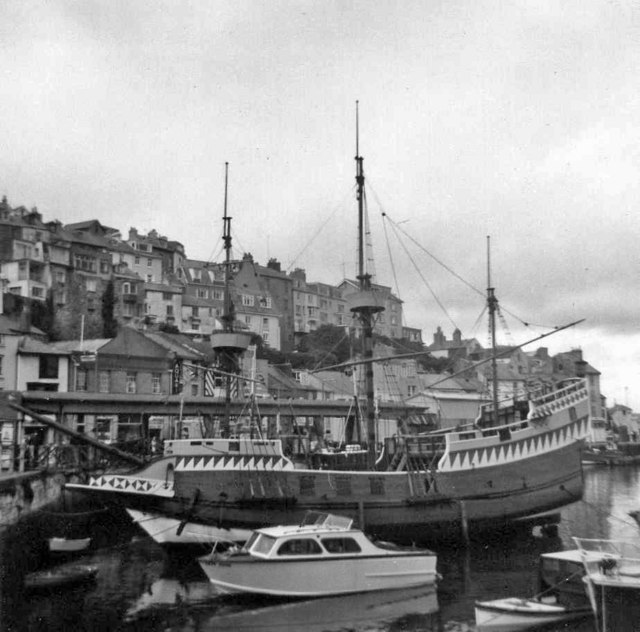
Golden Hind i Brixham, Devon, 1968
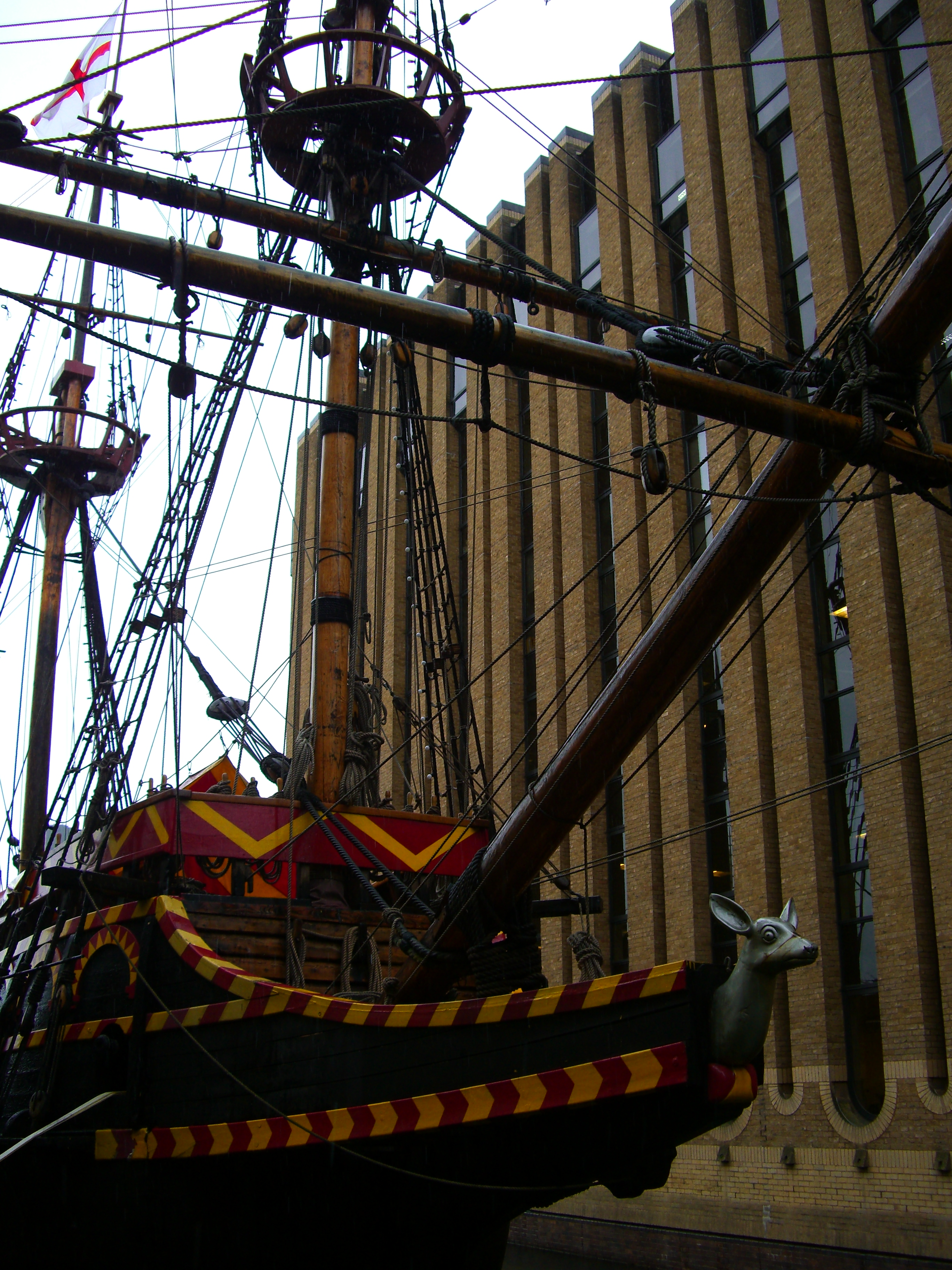
Golden Hind i London
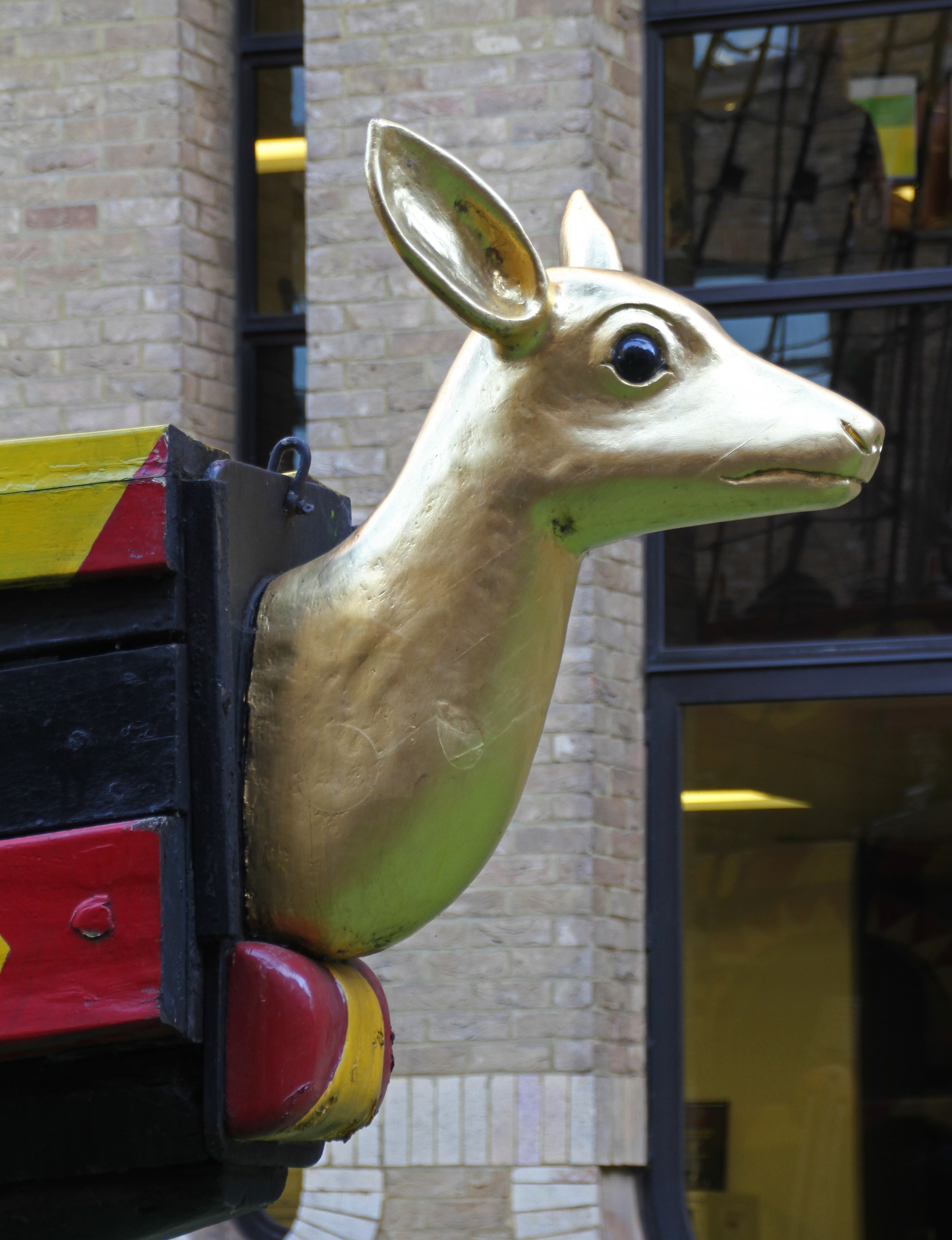
Golden Hind galjonsfigur